# Niederländische Kolonien

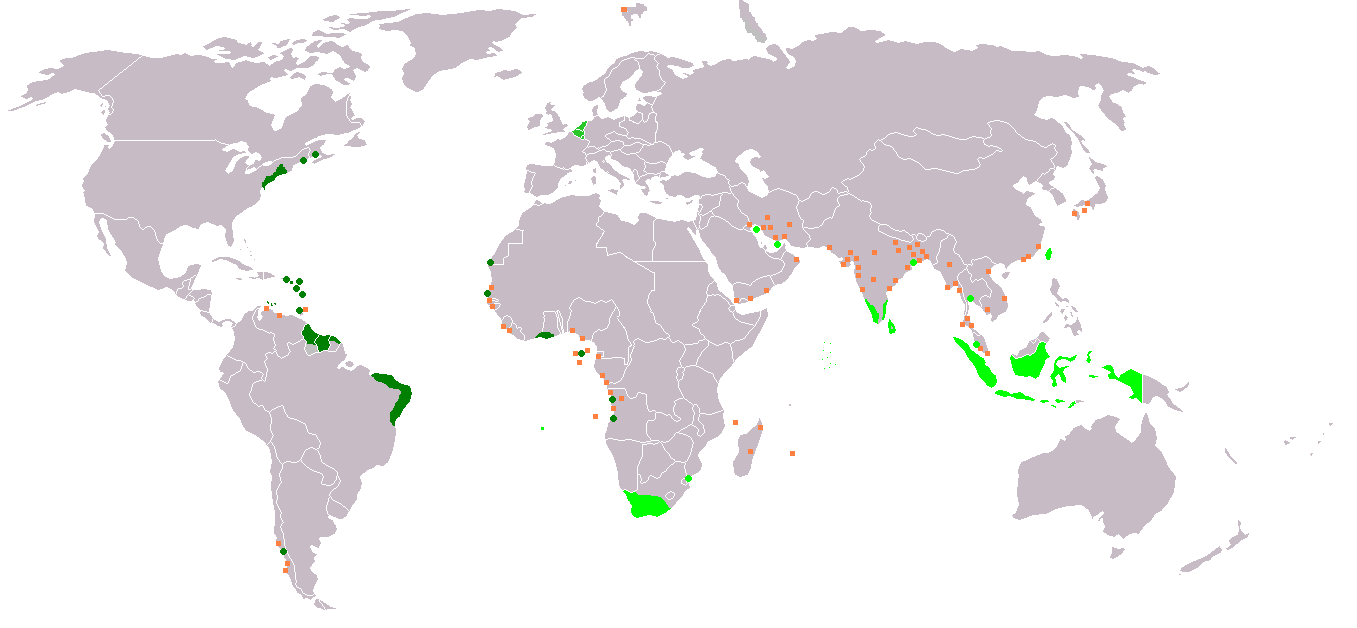
Die Karte zeigt alle Gebiete, die jemals zum niederländischen Kolonialreich gehörten (dunkelgrün: Besitzungen der Niederländischen Westindien-Kompanie, hellgrün: Besitzungen der Niederländischen Ostindien-Kompanie, orange: niederländische Handelsposten.)

Entwicklung der niederländischen Hauptkolonie: Niederländisch-Indien (1603 bis 1956). Niederländisch-Neuguinea bestand bis 1962.

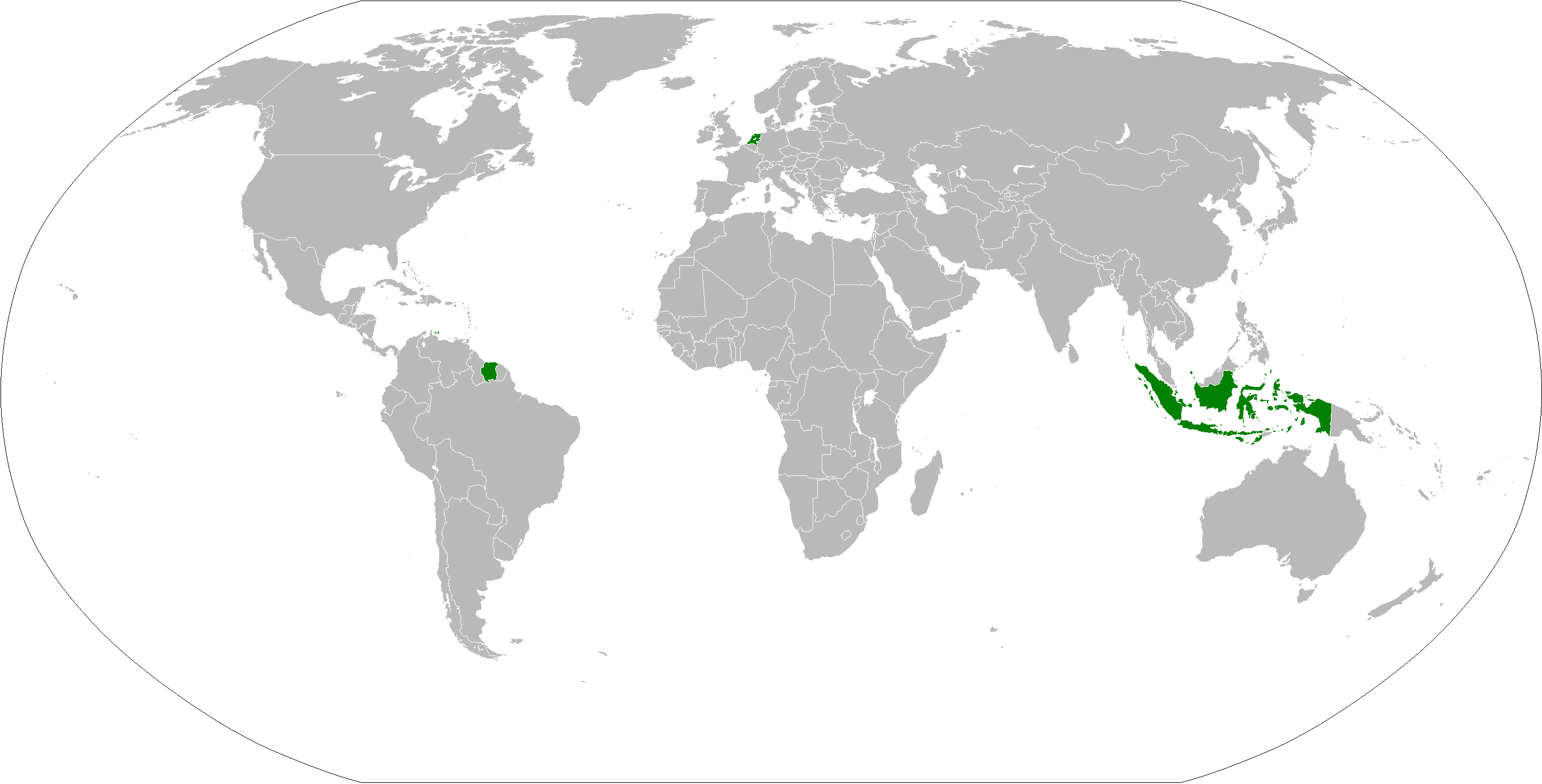
Niederlande und ihre Kolonien vor dem Zweiten Weltkrieg.

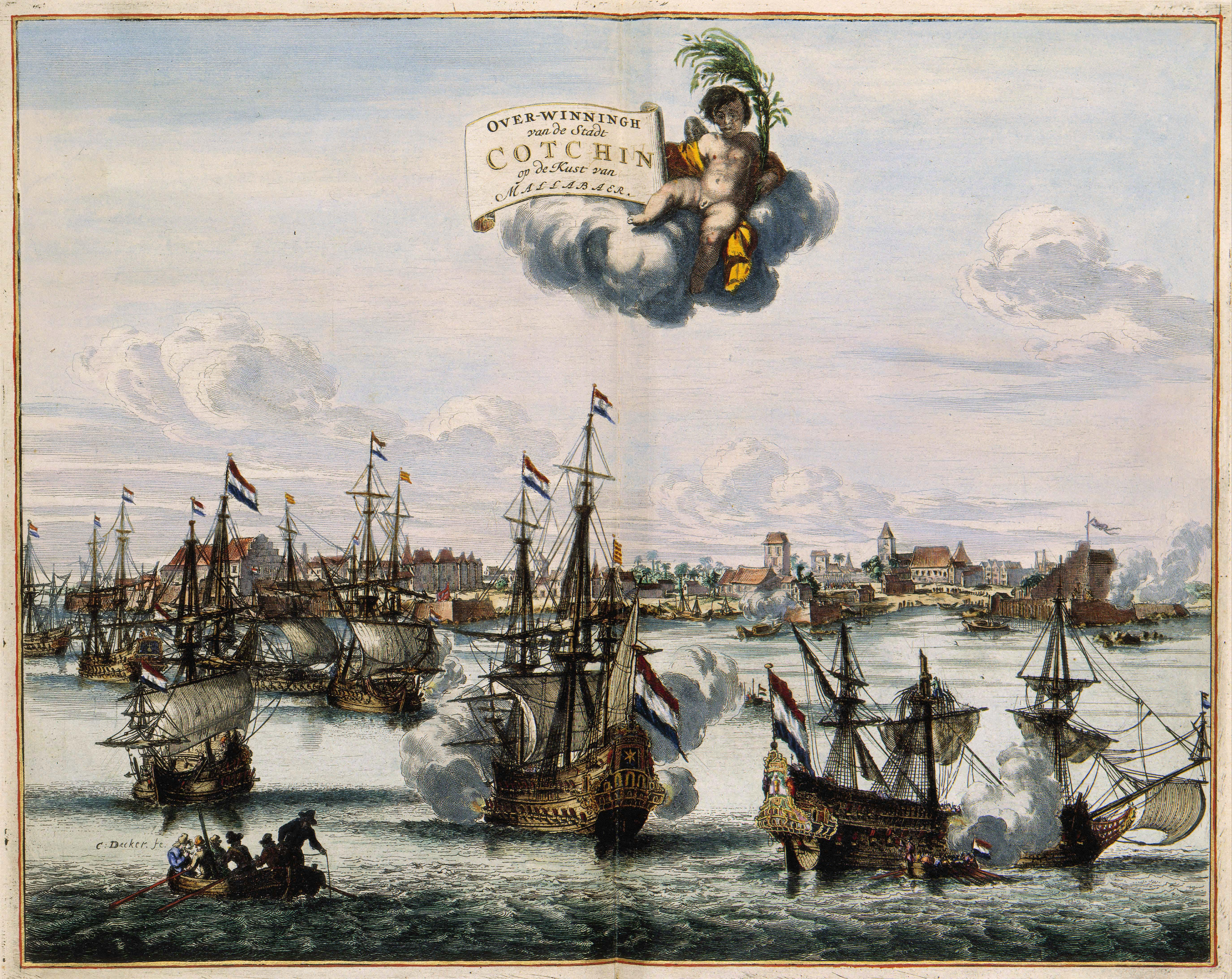
1663: Die Niederländer erobern Kochi (Indien) von den
Portugiesen

Die Niederlande waren besonders im 17. Jahrhundert eine der bedeutendsten Kolonialmächte der Welt. Die Kolonialisierung begann 1594 mit den ersten Schiffexpeditionen der Voorcompagnien nach Ostindien. Um 1650 erreichte das niederländische Handelsimperium seinen Höhepunkt, als etwa die Hälfte des Welthandels von den Niederländern (Republik der Sieben Vereinigten Provinzen) umgeschlagen wurde. Diese Epoche wird auch das Goldene Zeitalter der Niederlande genannt. Die Niederlande behalten bis heute einige Inseln im Karibik.
Niederländisch-Indien erklärte sich 1945 als Republik Indonesien unabhängig. Nach einem Unabhängigkeitskrieg akzeptierten die Niederlande die Unabhängigkeit durch eine „Souveränitätsübergabe“ 1949. Im Jahr 1954 einigten sich Vertreter der Niederlande, Surinames sowie der Niederländischen Antillen auf das Statuut voor het Koninkrijk der Nederlanden. Es ergänzt noch heute die niederländische Verfassung und schreibt Regeln für die Zusammenarbeit vor. Seitdem wird nicht mehr von Kolonien gesprochen, sondern von überseeischen Reichsteilen (overzeese rijksdelen).
Die Niederlande verloren ihre kolonialen Ansprüche auf große Teile von Niederländisch-Guayana 1815 (Wiener Kongress) an das British Empire.
Nachdem Suriname, nach längeren Verhandlungen, im Jahr 1975 unabhängig geworden war, gehörten noch die sechs Inseln der Niederländischen Antillen zum Königreich. Aus diesem Verband löste sich Aruba 1986. Es gab längere Überlegungen und Verhandlungen über eine größere Autonomie oder aber Unabhängigkeit für diese Inseln. Das Konstrukt Niederländische Antillen wurde schließlich aufgelöst. Seit 2010 besteht das Königreich aus den vier Ländern Niederlande, Aruba, Curaçao, Sint Maarten. Die übrigen drei Inseln Bonaire, Saba und Sint Eustatius sind seit 2010 Besondere Gemeinden der Niederlande, ohne einer niederländischen Provinz anzugehören. Sie werden auch BES-Inseln oder Karibische Niederlande genannt.

## Niederländischer Kolonialismus

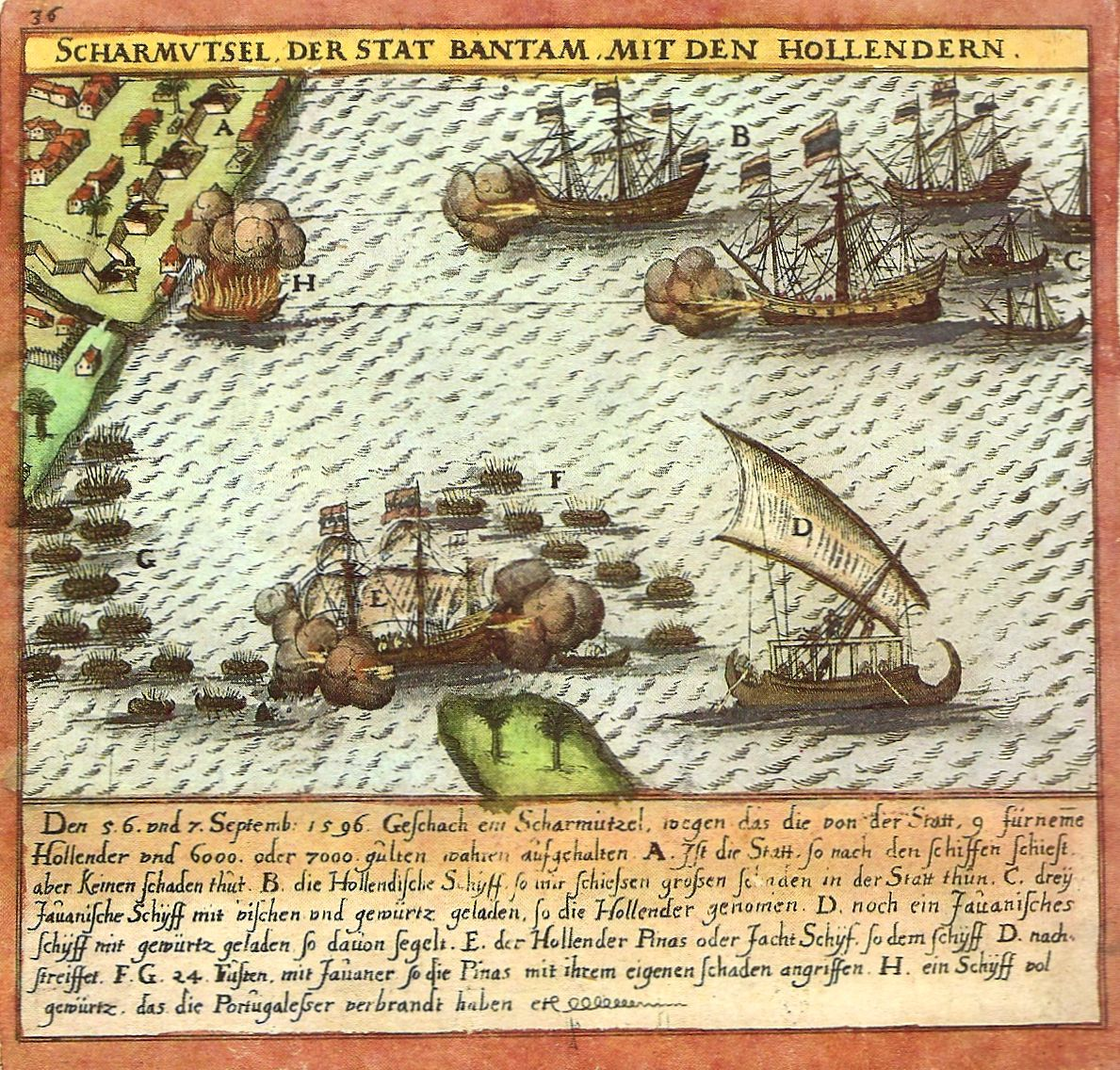
Mit der Ankunft in Bantam auf Java brach Kapitän Cornelis de Houtman 1596 das portugiesische Gewürzmonopol in Ostindien

Der niederländische Kolonialismus und der Aufstieg zu einer Kolonialmacht begann mit den Unabhängigkeitskriegen gegen Spanien. Waren die Niederlande zuerst nur an europäischen Handels- und Geldgeschäften interessiert, mussten sie sich Anfang des 17. Jahrhunderts auch global engagieren, da Spanien und Portugal die Häfen für niederländische Schiffe sperrten. Im Gegensatz zu Spanien und Portugal begann die niederländische Kolonisation mit Einführung von Handelskompanien, die Niederländische Ostindien-Kompanie (VOC) und Niederländische Westindien-Kompanie (WIC). Die größte dieser Gesellschaften, die VOC, versuchte durch Handels- und Landpachtverträge mit örtlichen Herrschern einen florierenden Asien-Markt zu eröffnen. Langsam brachte die Gesellschaft riesige Gebiete unter ihren Besitz und baute so ein Gewürzmonopol auf.
Mit dem Niedergang der VOC und WIC am Ende des 18. Jahrhunderts begann auch der Niedergang des niederländischen Kolonialreiches.

## Überblick
Die folgende Auflistung enthält neben den (ehemaligen) Kolonien auch befestigte Stützpunkte, Besitzungen, die nur teilweise oder kurzzeitig unter niederländischer Herrschaft waren sowie Einflusssphären, das heißt einheimische Staaten, die mit den Niederländern Handelsverträge abgeschlossen hatten.

### Amerika
Neu-Niederlande
Neu-Niederlande war eine niederländische Kolonie in Nordamerika von ca. 1624 bis 1667. Der Hauptort der Kolonie war Neu-Amsterdam, das spätere New York. Nach dem Krieg mit den Engländern fand ein Tausch mit der Kolonie in Suriname statt.
1. Ab 1625 entstand der Ort Neu-Amsterdam. Die Holländer tauschten mit den dort lebenden Ureinwohnern Waren im Wert von lediglich 60 Gulden gegen die Insel Manna-hatta ein. Die Kolonie wurde 1664 von den Briten erobert.
2. Das Fort Nassau wurde 1614 gegründet und hatte vier Jahre Bestand. An gleicher Stelle entstand 1624 das Fort Oranje (die in der Nähe entstehende Siedlung hieß Beverwyck, das spätere Albany), welches 1664 von den Briten erobert wurde.
3. Die schwedische Kolonie Neuschweden wurde ab 1645 von Holländern nach und nach übernommen, bis sich die Schweden schließlich 1655 ergaben, und die Kolonie in Neu-Amstel umbenannt wurde. Im Krieg mit den Engländern geriet die Kolonie von 1664 bis 1673 vorübergehend unter britische Herrschaft, bevor sie ab 1674 endgültig britisch wurde.

Niederländisch-Brasilien
Die Kolonie Niederländisch-Brasilien bestand von 1624 bis 1654 im Nordosten Brasiliens, um die dortige Vorherrschaft der Portugiesen einzuschränken. 1654 wurde die Kolonie von den Portugiesen zurückerobert.
Niederländisch-Guayana
Niederländisch-Guayana war ein Sammelname für niederländische Kolonien an der Nordküste Südamerikas. Hierzu gehörten von West nach Ost: Pomeroon, Essequibo (1616 bis 1814), Demerara (1752 bis 1814), Berbice (1627 bis 1814) und Suriname (1667 bis 1975). Nach dem Krieg gegen Napoléon fielen 1815 außer Suriname alle anderen Kolonien an die Briten. 1831 wurden diese nun britischen Gebiete zu Britisch-Guayana zusammengefügt.
Niederländische Antillen
Niederländische Jungferninseln
Die Niederländischen Jungferninseln sind eine ehemalige Kolonie. Sie bestand im Wesentlichen aus vier Inseln.
1. Die Insel Saint Croix wurde um 1625 von Holländern und Engländern besiedelt. Die Holländer zogen sich etwa in den 40er Jahren des 17. Jahrhunderts zurück. Die britische Kolonie wurde 1650 von den Spaniern erobert, bevor sie von 1733 bis 1917 zu Dänisch-Westindien gehörte. Heute gehört die Insel zu den Amerikanischen Jungferninseln.
2. Die Inseln Tortola, Anegada und Virgin Gorda wurden Mitte des 17. Jahrhunderts besiedelt, aber schon etwa 20 Jahre später (um 1672) von den Briten erobert. Seitdem gehören die Inseln zu den Britischen Jungferninseln.

Tobago
Die Insel Nieuw-Walcheren / Tobago wechselte mehrfach ihren Besitzer. Von 1628 bis 1677 war sie niederländische Kolonie. Heute ist die Insel gemeinsam mit Trinidad unabhängig.

### Afrika
Angola
Die portugiesische Kolonie Angola war von 1641 bis 1648 unter niederländischer Herrschaft, danach fiel sie an Portugal zurück.
Äquatorialguinea
Die Insel Annobón, die 1641 von den Niederländern erobert wurde, ging gegen Ende des 18. Jahrhunderts an Spanien.
Benin
Im Gebiet des Benin, an der Sklavenküste gab es mehrere kleine niederländische Stützpunkte: Ouidah (1670er bis 1680er / 1702 bis 1724 oder 1726); Jaquim oder Jakri (Godomey) mit dem Fort Zeelandia (1726 bis 1734); Offra (1675 bis 1691); Appa oder Ekpé (1732 bis 1736).
Goldküste
Die Niederländer besaßen an der Goldküste keine Kolonien, sondern die unten aufgelisteten befestigten Stützpunkte.
1. Cape Apollonia (Benyin): Fort Apollonia (16__ bis 1768 / 1868 bis 1872), dann an die Briten verkauft (Sumatra-Vertrag)
2. Ankobra: Fort Elise Carthago (1650)
3. Axim: Fort Santo Antonio (Februar 1642 bis 1664 / 1665 bis 1872), dann an die Briten verkauft
4. Princes Town: Fort Hollandia (Festung Groß Friedrichsburg) (1725 Fort bis 1814/1815 aufgegeben / 1687 bis 1698 / 1711 bis 1712 / 1732 bis 1804)
5. Dixcove: Fort Metaal Kruis (1868 bis 1872), dann an die Briten verkauft
6. Butri: Fort Batenstein (1656 bis 1665 / 166_ bis 1872), dann an die Briten verkauft (Sumatra-Vertrag)
7. Takoradi: Fort Witsen
8. Sekondi: (1782 bis 1785)
9. Sekondi: Fort Oranje (1640 oder 1670/75 bis 1872), dann an die Briten verkauft (Sumatra-Vertrag)
10. Shama: Fort San Sebastian (1637 bis 1664 / 1664 bis 1872), dann an die Briten verkauft (Sumatra-Vertrag)
11. Komenda: Fort Komenda (1868 bis 1872), dann an die Briten verkauft (Sumatra-Vertrag)
12. Komenda: Fort Vredenburgh (1688 Fort bis 1782 / 1785 bis 1872), dann an die Briten verkauft (Sumatra-Vertrag)
13. Elmina: Fort Conraadsburg (ehemals portugiesisches Fort St. Jago) (1637 bis 1872), dann an die Briten verkauft (Sumatra-Vertrag)
14. Cape Coast: Cape Coast Castle (schwedischer Name: Carolusborg) (1637 bis 1652)
15. Mouri: Fort Nassau (Ghana) (1624 Fort / 1598 oder 1611/1612 bis 1664 / 1665 bis 1782 / 1785 bis 1867), danach per Vertrag an die Briten
16. Cormantin: Fort Amsterdam (Ghana) (1665 bis 1721 / 1785 bis 1867), danach per Vertrag an die Briten
17. Anomabu: (1640 bis 1652)
18. Egya: (1647 bis 1664)
19. Apam: Fort Leydsaemheyt („Geduld“) (1697/1698 bis 1782 / 1785 bis 1868), danach per Vertrag an die Briten
20. Senya Beraku: Fort Goede Hoop (1667 oder 1705/06 Fort bis 1782 / 1785 bis 1868), danach per Vertrag an die Briten
21. Ussher Town (Accra): Fort Crêvecoeur (1649 bis 1782 / 1786 bis 1868), danach per Vertrag an die Briten
22. Kpone: (1697 bis April 1700)
23. Keta: Fort Singelenburgh (bis 1737)

Kongo
In Zentralafrika existierten die Kolonien Loango (Boary) (1648 bis 1686 / 1721 bis 1726) und Ngoyo oder G'oy.
Madagaskar
Die Niederländer betrieben auf Madagaskar in der Antongil Bay von 1641 bis 1647 eine Fabrik.
Mauritius
Die Insel Mauritius gehörte von 1598 bis 1710 den Niederländern. Die Besiedlung erfolgte ab 1638. Anfang des 18. Jahrhunderts setzten die Niederländer nach Südafrika über. Die Insel wurde später französisch.
Mosambik
Die Hauptstadt Maputo liegt im Bereich der früheren Kolonie Delagoa Bay. Dort bauten die Niederländer das Fort Lydsaamheid, welches von 1721 bis 1730 unterhalten wurde.
Nigeria
Die holländischen Stützpunkte im Bereich Nigerias waren die Stadt Benin (1705–1736), Badagri (1737–1748) und Epe (1732–1755).
São Tomé
In den Jahren von 1599 und 1641 konnte die niederländische Flotte die Insel in der Nähe des Äquators kurzzeitig besetzen.
Senegal
Am Cap Vert (Senegal) gab es ebenfalls eine Kolonie (1617 bis 1700), die von den Franzosen übernommen wurde.
St. Helena
1600–1651 besetzten die Niederländer die Insel St. Helena im Südatlantik (siehe Geschichte St. Helenas).
Südafrika
Im Jahr 1652 wurde am Kap der guten Hoffnung eine Versorgungsstation (Fort de Goede Hoop) errichtet. Die niederländische Kolonie dort vergrößerte sich im 17. und 18. Jahrhundert stetig. Der Standort war für den Handelsweg übers Wasser von Europa nach Südostasien eine wichtige Station.
Als Ende des 18. Jahrhunderts die Briten ebenfalls Anspruch auf die Kapkolonie erhoben, wurde die Kolonie 1795 besetzt (Kapitulation in der Saldanhabucht), jedoch 1802 wieder zurückgegeben. Ab 1806 war die Kolonie endgültig britisch. Von 1810 bis 1812 war sie im Zuge des Britisch-Französischen Kolonialkonflikts vom napoleonischen französischen Kaiserreich besetzt worden. 1814 wurde die Kolonie dann wieder endgültig britisch.
Togo
Im heutigen Togo gab es von 1731 bis 1760 eine kleine Kolonie namens Aneho.

### Asien
Burma
Im Gebiet des heutigen Myanmar gab es im 17. Jahrhundert die niederländischen Kolonien Mrohaung / Marakan, Siriangh / Syriam, Ava sowie Martaban.
Ceylon
Colombo wurde bereits 1656 nach einer langen Belagerung als erste Stadt von den Portugiesen erobert. Ceylon wurde in den beiden folgenden Jahren sukzessive von den Portugiesen übernommen und war schließlich nach der Eroberung von Jaffna von 1658 bis 1796 zur Gänze unter niederländischer Herrschaft, bevor die Briten die Insel 1815 eroberten. Zu vor folgte von 1810 bis 1812 die französische Besetzung der Insel.
Formosa
Auf Taiwan (Formosa) existierte von 1624 bis 1662 auch eine holländische Kolonie. Die Insel wurde später von den Chinesen eingenommen.
Indischer Subkontinent
Im indischen Subkontinent existierten eine ganze Reihe holländischer Kolonien, Stützpunkte und Faktoreien.
1. Bengalen
Die Stützpunkte in Bengalen waren Pipely (bis 1635), Hugli-Chunchura (bis 1635), Baleswar (bis 1676), sowie Murshidabad.
2. Surat (1616 bis 1795)
In der Region Surat (westliches Indien) gab es Faktoreien in Agra (1621 bis 1720), Burhanpur, Ahmadabad (1617 bis 1744), Bharuch und Vengurla (1637 bis 1685).
3. Malabarküste
Die Stützpunkte an der Malabarküste im Südwesten Indiens waren Cranganore oder Cranganor / Kodungallor (1662), Cochin de Cima / Pallipuram (1661), Cochin, Cochin de Baixo or Santa Cruz (1663), Quilon (Coylan) (1661), Cannanore (1663 bis 1790), Kundapura (1667 bis ca. 1682), Kayankulam (ca. 1645), Ponnani (ca. 1663) und Travancore.
4. Koromandelküste
Auch an der Koromandelküste in Südost-Indien gab es mehrere Stützpunkte der Niederlande. Diese waren Hyderabad (1662, als Handelsstützpunkt der VOC, 1664 bis 1733, als eigenständiges Kontor), Bimilipatnam (1687 bis 1795 / 1818 bis 1825), Jaggernaikpoeram / Kakinada (1734 bis 1795 / 1818 bis 1825), Daatzeram / Drakshawarama (1633 bis 1730), Nagelwanze (1669 bis 1687), Palikol (1613 bis 1781 / 1785 bis 1795 / 1818 bis 1825), Masulipatnam (1605 bis 1756), Petapoeli / Nizampatnam (1606 bis 1668), Paliacatta / Pulicat (1610 bis 1781 / 1785 bis 1795 / 1805 bis 1825), Sadras (1654 bis 1757 / 1785 bis 1795 / 1818 bis 1825), Tierepopelier / Thiruppapuliyur (1608 bis 1625), Tegenapatnam (1647 bis 1758), Porto Novo (Parangippettai) (1608 bis 1825), Negapatnam (1658 bis 1781) und Tuticorin / Tutucorim (1658 bis 1825).

Irak
Ein niederländischer Posten existierte in Basra.
Japan
In der Bucht von Nagasaki wurde von den Portugiesen eine Insel namens Deshima aufgeschüttet. Dies war ein Vertragshafen, der von mehreren Kolonialmächten genutzt wurde (1641 bis 1857).
Jemen
Im 17. Jahrhundert waren in den Städten Al Mukha (Mocca) und Aden niederländische Handelsposten eingerichtet.
Malediven
1654 stellten die Niederlande die Malediven wie zuvor schon das benachbarte Ceylon unter ihren Schutz, 1796 verloren sie die Inseln an die Briten.
Persien
In Persien unterhielten die Niederländer Stützpunkte in Esfahan (Ispahan) (1623 bis 1747), Bandar Abbas (Gamron) (1623 bis 1766), Kharg. Fort Mosselstein (1750 bis 1766) sowie in Band-e Kong (1665 bis 1753).
Pescadores
Die Pescadores (portugiesisch: „Fischer“) sind eine Inselgruppe in der Straße von Taiwan. Von 1624 bis 1661 wurden die Inseln von den Holländern kontrolliert, bevor die Chinesen die Inseln beanspruchten.
Südostasien
In Südostasien herrschten die Niederlande über das heutige Indonesien. Die Kolonie hatte den Namen Niederländisch-Indien. In ihr wurde von 1602 bis 1949 Handel im ganzen südostasiatischen Raum geführt. 1799 übernahm der niederländische Staat die Besitzungen der VOC. Als Indonesien ist der Archipel seit 1945/1949 unabhängig (siehe Indonesische Unabhängigkeitserklärung, Indonesischer Unabhängigkeitskrieg). Allerdings bildeten auch nach der Anerkennung der Unabhängigkeit die Niederlande und Indonesien noch bis 1954 eine Niederländisch-Indonesische Union, und erst 1956 kündigte Indonesien die Union mit den Niederlanden endgültig.
Niederländisch-Neuguinea, der Westteil der Insel, war 1828/1895 bis 1961 eine niederländische Kolonie und ist heute Teil Indonesiens. Die Gewürzinseln (Molukken) wurden 1663 niederländisch und blieben dies mit britischen Unterbrechungen (1796 bis 1802 und 1806 bis 1816) bis zur indonesischen Unabhängigkeit.
Die Region Malakka (1644 bis 1824) wurde mit den Briten gegen Gebiete auf Sumatra getauscht.
Die Niederlande setzte neben Soldaten aus dem eigenen Land sowie ihren afrikanischen und südostasiatischen Kolonien auch zahlreiche Söldner aus Belgien, Frankreich, Deutschland, Dänemark, Polen, und der Schweiz ein.
Siam
Die niederländischen Faktoreien im damaligen Siam befanden sich in Ayutthaya (1613 bis 1767), Patani (Pattani) (1602 bis 1623), Sangora (Songkhla) (1607 bis 1623) und Ligor (Ligoor-Nakhon Si Thammarat) (bis 1756).
Tonkin/Annam
Zwei Kolonien im Gebiet des heutigen Vietnam waren Tonkin (1636 bis 1699) und Hội An (1636 bis 1741).

## Bewertung
Laut einer Studie aus dem Jahr 2021 findet die Hälfte der Niederländer, dass die koloniale Vergangenheit etwas sei, worauf man stolz sein solle. Nur sechs Prozent fanden, dass man sich eher darüber schämen sollte. Im Vereinigten Königreich waren nur 32 Prozent stolz auf das ehemalige Kolonialreich, in Frankreich 26, in Belgien 23, in Japan 18, in Spanien 11 und in Deutschland 9 Prozent. Karim Bettache nennt diese Ergebnisse schockierend und erklärt sie sich teilweise mit einer großen Unwissenheit der Niederländer über die koloniale Vergangenheit. Schuld daran seien mangelnde Selbstreflexion und die Lehrpläne in den Schulen. Den Rassismus in den Niederlanden nennt er eine Folge dieser Haltung zur kolonialen Vergangenheit.